# Olympische Sommerspiele 1996/Teilnehmer (Malediven)
| Gelbes Symbol für Goldmedaillen mit stilisierten Olympischen Ringen | Graues Symbol für Silbermedaillen mit stilisierten Olympischen Ringen | Braundes Symbol für Bronzemedaillen mit stilisierten Olympischen Ringen |
| ------------------------------------------------------------------- | --------------------------------------------------------------------- | ----------------------------------------------------------------------- |
| —                                                                   | —                                                                     | —                                                                       |

Die Malediven waren mit der Teilnahme an den Olympischen Sommerspielen 1996 in Atlanta zum dritten Mal bei Olympischen Spielen vertreten. Die erste Teilnahme war 1988; es wurden bisher noch keine Medaillen gewonnen. Es traten sechs Malediver zwischen 18 und 26 Jahren, darunter eine Frau, in den Sportarten Schwimmen und Leichtathletik an. Alle Teilnehmer schieden in der Vorrunde aus.

## Leichtathletik
- Mohamed Amir
Männer, 400-Meter-Lauf: 49,67 s, Rang 8 im vierten Vorlauf
Männer, 4-mal-400-Meter-Staffel: insgesamt 3:24,88 min, Rang 6 im vierten Vorlauf
- Naseer Ismail
Männer, 800-Meter-Lauf: 1:58,70 min, Rang 8 im vierten Vorlauf
4-mal-400-Meter-Staffel
- Hussain Riyaz
Männer, 1500-Meter-Lauf: 4:15,14 min, Rang 12 im dritten Vorlauf
4-mal-400-Meter-Staffel
- Ahmed Shageef
4-mal-400-Meter-Staffel
- Yaznee Nasheeda
Frauen, 800-Meter-Lauf: 2:36,85 min, Rang 7 im dritten Vorlauf

## Schwimmen
- Moosa Nazim
Männer, 50 Meter Freistil: 28,37 s, Rang 61 insgesamt